# 1898 ve fotografii
Tento článek obsahuje významné fotografické události v roce 1898.

## Události

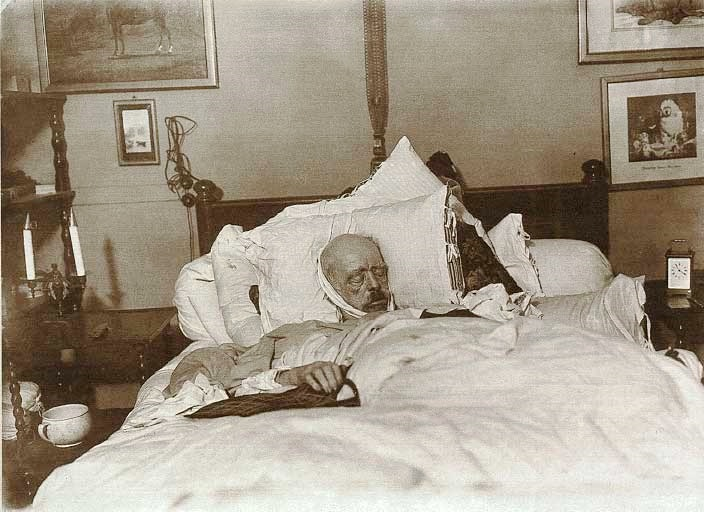
Bismarck na smrtelné posteli, 31. července 1898, Willy Wilcke a Max Priester

- F. Holland Day pořídil sérii autoportrétů Sedm posledních slov Krista a snímek Study for the Crucifixion.
- Kodak uvedl na trh svůj sklopný fotoaparát Pocket Kodak.[1]
- Vzniklo několik fotografií a obrazů na motivy Bismarck na smrtelné posteli

## Narození v roce 1898
- 3. března – Aenne Biermann, německá fotografka († 14. ledna 1933)
- 22. března – Juan Di Sandro, italsko-argentinský reportážní fotograf († 22. června 1988)
- 4. dubna – Július Tatár, slovenský filatelista, fotograf a amatérský entomolog († 23. března 1987)
- 17. července – Berenice Abbottová, americká fotografka († 9. prosince 1991)
- 9. září – Arkadij Šajchet, sovětský novinářský fotograf († 18. listopadu 1959)
- 12. září – Ben Shahn, americký novinářský fotograf († 14. března 1969)
- 7. října – Gunnar Lundh, švédský fotograf († 16. května 1960)
- 16. října – Othmar Pferschy, rakouský fotograf působící v Turecku († 7. dubna 1984)
- 6. prosince – Alfred Eisenstaedt, americký fotograf († 24. srpna 1995)
- 31. prosince – Pavel Strádal, popularizátor vědy, spisovatel a amatérský fotograf († 11. dubna 1971)
- ? – Heinz Hajek-Halke, německý fotograf († 11. května 1983)
- ? – Micutaró Fuku, japonský fotograf († 1965)
- ? – John H. Boyd, kanadský fotograf (leden 1898 – 28. října 1971)
- ? – Voula Papaioannou, řecká dokumentární fotografka († 1990)
- ? – Lotte Meitner-Grafová, rakouská portrétní fotografka aktivní v Londýně známá svými černobílými fotografiemi (1898 nebo 1899 – 1973)
- ? – Boris Kudojarov, ruský novinářský fotograf († 1973)
- ? – Pierre Bertogne, lucemburský drogista, fotograf a filmař (25. června 1898 – 10. února 1990)
- ? – Katherine Stieglitzová, americká fotografka, dcera fotografa Alfreda Stieglitze (27. září 1898 – 20. listopadu 1971)

## Úmrtí v roce 1898
- 14. ledna – Lewis Carroll, anglický spisovatel, matematik, logik, učenec, anglikánský diakon a fotograf (* 27. ledna 1832)
- 18. ledna – Nicolaas Henneman, nizozemský fotograf, asistent anglického průkopníka fotografie Williama Foxe Talbota (* 8. listopadu 1813)
- 7. února – Adolfo Farsari, italský fotograf (* 11. února 1841)
- 25. února – Francis Frith, anglický krajinářský fotograf (* 31. října 1822)
- 25. března – Christian Olsen, dánský portrétní malíř, kreslíř a fotograf aktivní v Norsku (* 18. května 1813)
- 11. května – Alexandr Roinašvili, gruzínský fotograf (* 1846)
- 19. září – Albert Fernique, francouzský fotograf, pionýr fotomechaniky (* 30. června 1841)
- 17. prosince – Hermann Wilhelm Vogel, německý chemik a fotograf (* 26. března 1834)
- 18. prosince – Frederik Ferdinand Petersen, dánský fotograf (* 9. ledna 1815)
- ? – Albert Fernique, francouzský fotograf (* 30. června 1841)
- ? – Sergej Lvovič Levickij, ruský portrétní fotograf a vynálezce (* 1819)
- ? – Thomas Child, anglický fotograf a inženýr známý jako průkopník fotografie v Číně (* 1841)
- ? – Andreas Reiser, německý fotograf (* 1840)
- ? – Ernest Candèze, fotograf (* ?)
- ? – Joseph Villard, fotograf (* ?)
- ? – Édouard Delessert, fotograf (* ?)
- ? – Armand Dandoy, fotograf (* ?)
- ? – Paul Robert, fotograf (* ?)
- ? – Thomas Foster Chuck, anglický fotograf (* 1826)
- ? – Lina Bahrová, norská fotografka, v letech 1864-1868 vedla spolu s Dorotheou Arentzovou fotografickou společnost Arentz & Bahr ve Stavangeru (* 30. listopadu 1823 – 9. února 1898)
- ? – John Murray, skotský vojenský lékař, chirurg a fotograf. Jako lékař britské Východoindické společnosti fotografoval v Indii od konce 40. let do začátku 50. let 19. století. (* 1809)